# Toussidé
O Toussidé ou Tarso Toussidé é um estratovulcão potencialmente ativo nas montanhas Tibesti, Deserto do Saara, zona norte do Chade. Tem 3315 m de altitude e é o vulcão mais ocidental da cordilheira Tibesti.